# Dactylispa puwena
Dactylispa puwena là một loài bọ cánh cứng trong họ Chrysomelidae. Loài này được Chen & Tan miêu tả khoa học năm 1961.